# Jim Taylor (amerikaifutball-játékos)
James Charles Taylor (Baton Rouge, Louisiana, 1935. szeptember 20. – Baton Rouge, Louisiana, 2018. október 13.) Super Bowl-győztes amerikai amerikaifutball-játékos.

## Pályafutása
1958 és 1966 között a Green Bay Packers, 1967-ben a New Orleans Saints játékosa volt. A Packers együttesével 1967-ben Super Bowl-győztes lett a csapattal.

## Sikerei, díjai
- Super Bowl
  - győztes (2): 1967
- National Football League
  - győztes (4): 1961, 1962, 1965, 1966
- Az NFL Legértékesebb Játékosa díj (1962)
- Green Bay Packers Hall of Fame